# Mstivoj
Mstivoj, död 995, var regerande furste av obotriternas konfederation ur nakonidernas dynasti mellan 966 och 995.
Han var son till Nako och bror till Mstidrag. Han regerade tillsammans med sin bror. De två bröderna övergav kristendomen och ledde Det stora slaviska upproret 983, men besegrades av kejsaren. 